# Barry University
La Barry University è un'università privata di indirizzo cattolico con sede a Miami Shores, nello stato americano del Florida.
Il college, in origine riservato a sole studentesse, fu fondato nel 1940 da Patrick Barry, vescovo di Saint Augustine, insieme con sua sorella Mary Gerald Barry, suora domenicana e priora della Congregazione del Santo Rosario. Il 13 novembre 1981 il college fu elevato allo status di university.